# كيربي ريد
كيربي ريد هي إحدى الشخصيات الخيالية في سلسلة أفلام الصرخة أو سكريم، التي أنشأها كيفن ويليامسون وقامت بأداء دورها هايدن بانيتير. ظهرت لأول مرة في فيلم سكريم 4 لعام (2011) وعادت للظهور مرة أخرى في سكريم 6 (2023).

## فيلم سكريم 4
ظهرت ريد في سكريم 4، كأفضل صديق لابن عم بطل الرواية سيدني بريسكوت الشاب، جيل روبرتس، وهو هدف ألفي لقاتل متسلسل مقلد يرتدي زي جوست فيس سيئ السمعة. كما وصفت كيربي بأنها "الشخصية المفضلة لدى المعجبين"   والشخصية المتميزة في فيلم سكريم 4. 

## فيلم سكريم 6
عادت كيربي للظهور على الشاشة مرة أخرى في فيلم سكريم 6، كعميل خاص لمكتب التحقيقات الفيدرالي الذي يقع مقره في أتلانتا، والتي تسافر إلى نيويورك للمساعدة في التحقيق في أحدث لغز جوست فيس.